# Исайя (патриарх Константинопольский)
Исайя (греч. ῾Ησαΐας) (ок. 1250, Эпир — 13 мая 1332, Константинополь) — Константинопольский Патриарх с 1323 по 1332 годы.

## Биография
Будущий Патриарх родился около 1250 года, в регионе Эпир Эпирского царства и с молодости попал на Святую Гору Афон.
Он был пострижен в монахи, провёл на Афоне большую часть жизни, но не получил образования.
Примерно в 1320 году в возрасте почти 70 лет прибыл в Константинополь, где был принят в свиту византийского императора Андроника II Палеолога.
В 1321 году действия централизованного правительства Андроника вызвали сопротивление феодальной знати, выдвинувшей на трон его внука, в Византии началась Гражданская война.
Через 2,5 года после отречения от престола патриарха Герасима I, в 1323 году, взошёл на Патриарший престол.
Существует мнение, что как патриарх он устраивал правящие круги Византии: его, скорее всего считали неспособным к самостоятельной политической деятельности и легко управляемым.
В 1326 году император Андроник II пытался возобновились контакты Константинопольской и Римско-католической Церквей.
Для этого он отправил послания папе римскому Иоанну XXII и королю Франции Карлу IV с предложением возобновить переговоры об унии.
Исайя выступил против реализации таких планов, что вскоре привело к замораживанию отношений.
Несколько лет Андроник II и его внук император Андроник III вели междоусобную войну за византийский престол.
В 1327 году Андроник III осадил Константинополь и Андроник II, возглавлявший осаждённую сторону приказал Исайе прекратить поминать имя Андроника III на литургии как мятежника.
Исайя отказался выполнять это распоряжение, пытаясь избежать церковного раскола от втягивания Церкви в междоусобицу и при большом стечении народа объявил об отлучении всякого, кто не будет поминать Андроника III.
В итоге приказ Андроника II действовал только в дворцовых храмах столицы, в то время как все остальные церкви продолжали поминать обоих Андроников. Исайя способствовал примирению сторон и уговаривал Андроника II устроить личное свидание с внуком и тем самым начать мирные переговоры, но безуспешно.
В декабре 1327 года потерпели неудачу очередные попытки вести переговоры и Андроник II сослал Исайю из Патриаршей резиденции и в столичный монастырь Манганы, часть сторонников и приближенных патриарха были взяты под стражу.
В мае 1328 года Андроник III одержал ряд побед в междоусобной войне взял Константинополь и Исайя был торжественно возвращен на Патриарший престол.
Существует мнение, что Исайя вынудил свергнутого Андроника II принять монашеский постриг и поклясться, что он не будет пытаться вернуться к власти, после 1328 года Патриарх Исайя изверг из сана сторонников Андроника II — клириков Константинопольской Церкви.
В 1328 году патриарх Исайя посвятил митрополита Киевского и Всея Руси Феогноста.
После этого Исайя обратил свои силы на преодоление раскола с Армянской Апостольской Церковью, получив послание из Киликийской Армении.
В 1330 или 1331 года в ответ он отправил письмо к царю Левону V и католикосу Акобу II Анаварзеци.
Для достижения церковного единства он требовал от армян признания вероучения Халкидонского IV Вселенского Собора и подчинения юрисдикции Константинопольской Церкви на своей территории.
Столь категоричные требования шли вразрез с мнением адресатов и переписка не принесла результата.
В 1331 или 1332 году Исайя возвёл галичского епископа Феодора в статус митрополита.
Византийская империя двигалась к закату и общецерковные дела также приходили в упадок.
Некогда важнейшие кафедры, видимо, уже долго оставались незанятыми и фактически расформировались.
Смерть Патриарха наступила 13 мая 1332 года, Исайя был похоронен в монастыре Великая Лавра Святой Горы Афон.